# Тухлий парламент
Тухлий парламент (англ. Addled Parliament) — парламент, який засідав у 1614, був другим парламентом Англії, який був скликаний під час правління Якова I. Як випливає з назви, він не прийняв жодного закону (але і ні до чого поганого не призвів). Конфлікт між королем, який хотів зібрати пожертвування у розмірі 65 000 фунтів стерлінгів, та Палатою громад, який відмовився приймати подальші податки, не вдалося вирішити. Після майже восьми тижнів роздумів Яків I розпустив парламент.

## Причини невдачі
Поразка Тухлого парламенту відбулася головним чином через ставлення Якова I до Палати громад. Його безумовне переконання, що цар відповідає за свої дії лише перед Богом, дратувало депутатів. Більше того, Палата громад не бачила підстав для пожертви, оскільки вона домовилася згідно з Великим контрактом, що річна скарбниця повинна виплачуватися в розмірі 200 000 фунтів стерлінгів. Фінансові проблеми короля вважалися результатом його марнотратства.